# Ophiothrix diligens
Ophiothrix diligens är en ormstjärneart som beskrevs av Jean Baptiste François René Koehler 1898. Ophiothrix diligens ingår i släktet Ophiothrix och familjen Ophiothrichidae. Inga underarter finns listade i Catalogue of Life.